# Macrolobium duckeanum
Macrolobium duckeanum är en ärtväxtart som beskrevs av John Macqueen Cowan. Macrolobium duckeanum ingår i släktet Macrolobium och familjen ärtväxter. Inga underarter finns listade i Catalogue of Life.